# Ernst Seegers
Ernst Seegers (geboren 13. Januar 1840 in Hannover; gestorben 3. September 1911 ebenda) war ein deutscher Sammler.
Im Adressbuch der Stadt Hannover von 1874 erscheint Seegers unter der Adresse Neue Straße 74, mit dem Hinweis „Anfert. künstl. Zähne.“
Seegers trug eine Sammlung von Buntpapieren zusammen, die rund 11.500 Muster umfasste. Diese konnte 1901 vom Deutschen Buchgewerbe-Verein für das Deutsche Buch- und Schriftmuseum erworben werden, nachdem der Berliner Kommerzienrat Max Krause bei Mitgliedern des Papierindustrievereins und des Vereins Deutscher Buntpapierfabrikanten mehr als 4000 Mark für den Ankauf eingeworben hatte. Details zum Charakter der Sammlung und zum Ankauf sowie die Vielzahl der Spender machte der Deutsche Buchgewerbe-Verein im Folgejahr publik.
Durch glückliche Umstände hatten diese Bestände wie die Buntpapiersammlung von Franz Bartsch den schweren Luftangriff in der Nacht zum 4. Dezember 1943 unbeschadet überstanden. Heute ist sie Teil von dessen Buntpapiersammlungen und neben den Sammlungen in der Königlichen Bibliothek der Niederlande in Den Haag und der Kunstbibliothek der Staatlichen Museen zu Berlin die größte Sammlung von Buntpapieren aus dem 17. bis 19. Jahrhundert.
Seegers sammelte vor allem für Kunden in Deutschland, Frankreich oder Italien hergestellte Buntpapier-Muster. Seine Sammlung enthält die wesentlichen Buntpapier-Sorten sowohl aus handwerklicher als auch aus industrieller Produktion, darunter Brokat-, Bronzefirnis-, Kattun-, Kleister- und Marmorpapiere, aber auch eine „Vielzahl gedruckter und geprägter Fantasiepapiere.“
Anlässlich der 100-jährigen Wiederkehr des Ankaufs zeigte das Deutsche Buch- und Schriftmuseum vom 15. März bis zum 21. April 2001 die Ausstellung »100 Jahre Buntpapiersammlung Seegers 1901 – 2001«. Über die konservatorische und restauratorische Betreuung wurde 2003 auf der Tagung der IADA berichtet.